# Гипнос
Ги́пнос (др.-греч. Ὕπνος, «сон») — в древнегреческой мифологии персонификация сна, божество сна и сновидений, сын Нюкты и Эреба. Брат Танатоса, Керы, мойр (по Гесиоду), Немезиды, Эриды, Харона и других детей Нюкты. Гипнос спокоен, тих и благосклонен к людям, а так же умеет погружать их в сон.
По Гесиоду, Гипнос живёт на краю мира, и на него никогда не взирает Солнце-Гелиос.
У Гомера он обитает на острове Лемнос, выступает как вестник Зевса. Гера замыслила козни против Зевса, уговорив Гипноса усыпить его, пока она преследовала Геракла. От гнева Зевса Гипнос был спасён своей матерью Нюктой, которую Зевс не решился оскорбить. Второй раз Гипнос усыпил Зевса также по просьбе Геры, чтобы дать ахейцам возможность победить в сражении с троянцами. В награду за содействие Гера обещает в жёны Гипносу младшую из харит — Пасифею.
Овидий в «Метаморфозах» описывает пещеру в Киммерийской земле, где обитает Гипнос, где царят вечные сумерки и откуда вытекает родник забвения; в пещере на прекрасном ложе покоится Гипнос.
Статуя в храме Асклепия в Сикионе изображает Гипноса Эпидота, усыпляющего льва.
Гипносу посвящён LXXXV орфический гимн.

## Окружение и потомство
- Морфей — бог сновидений. Иногда считается сыном Гипноса и Нюкты[7].
- Икел (Фобетор) — один из богов сновидений, принимающий вид различных животных. Считается сыном Гипноса[8].
- Фантас — сын Гипноса[9].

## Галерея

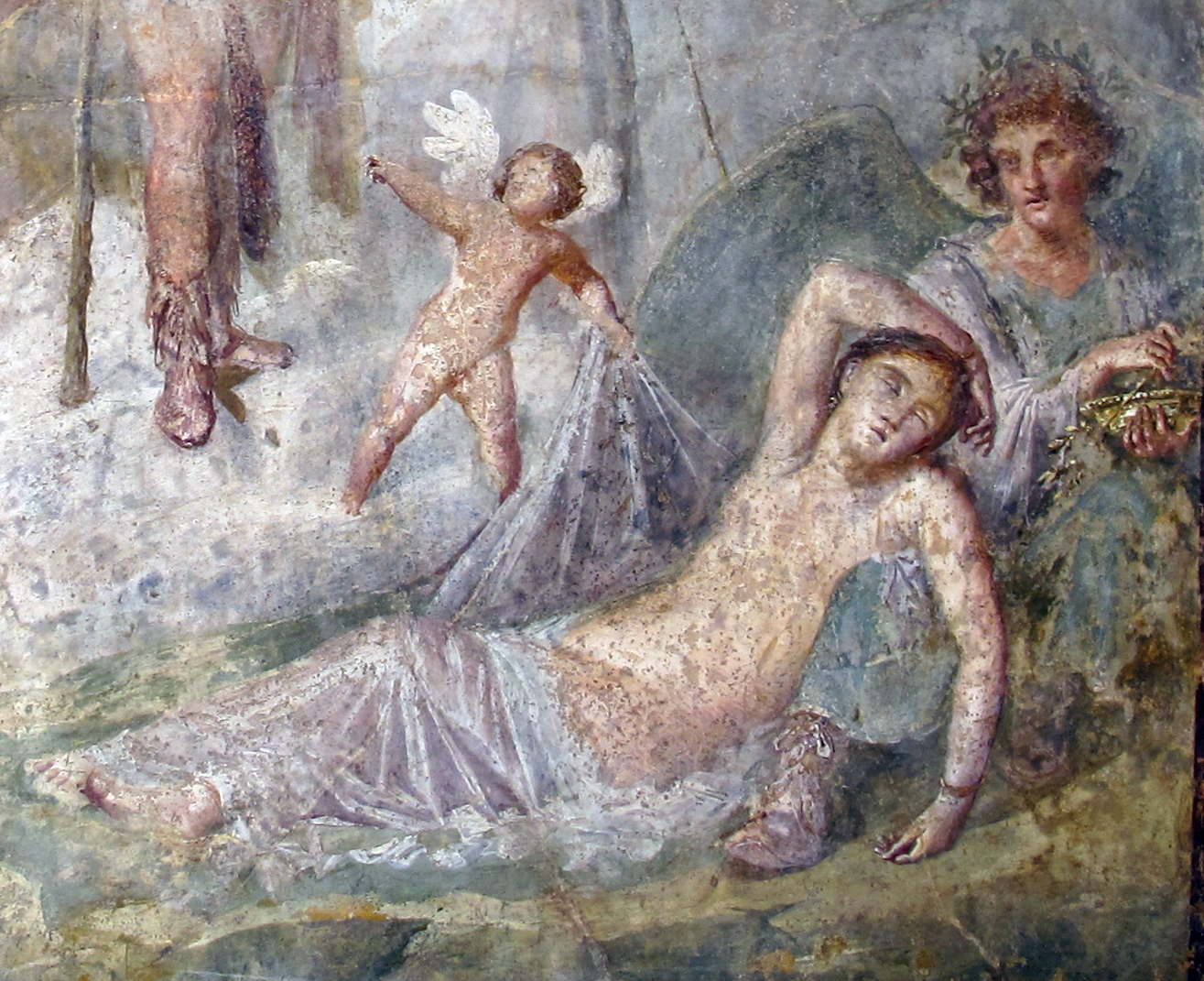
Ариадна спит рядом с Гипносом, деталь античной фрески из Помпей
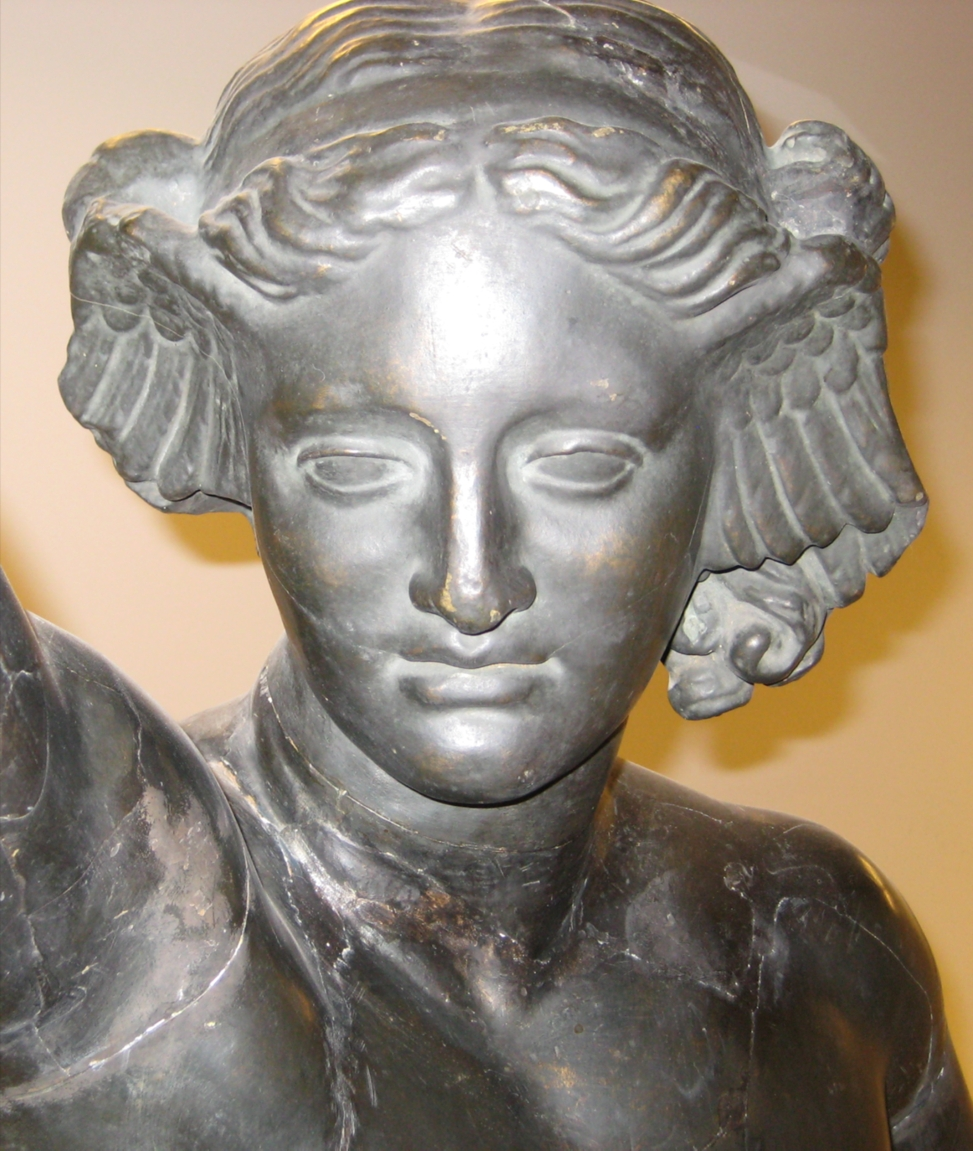
Гипнос (Пушкинский музей)
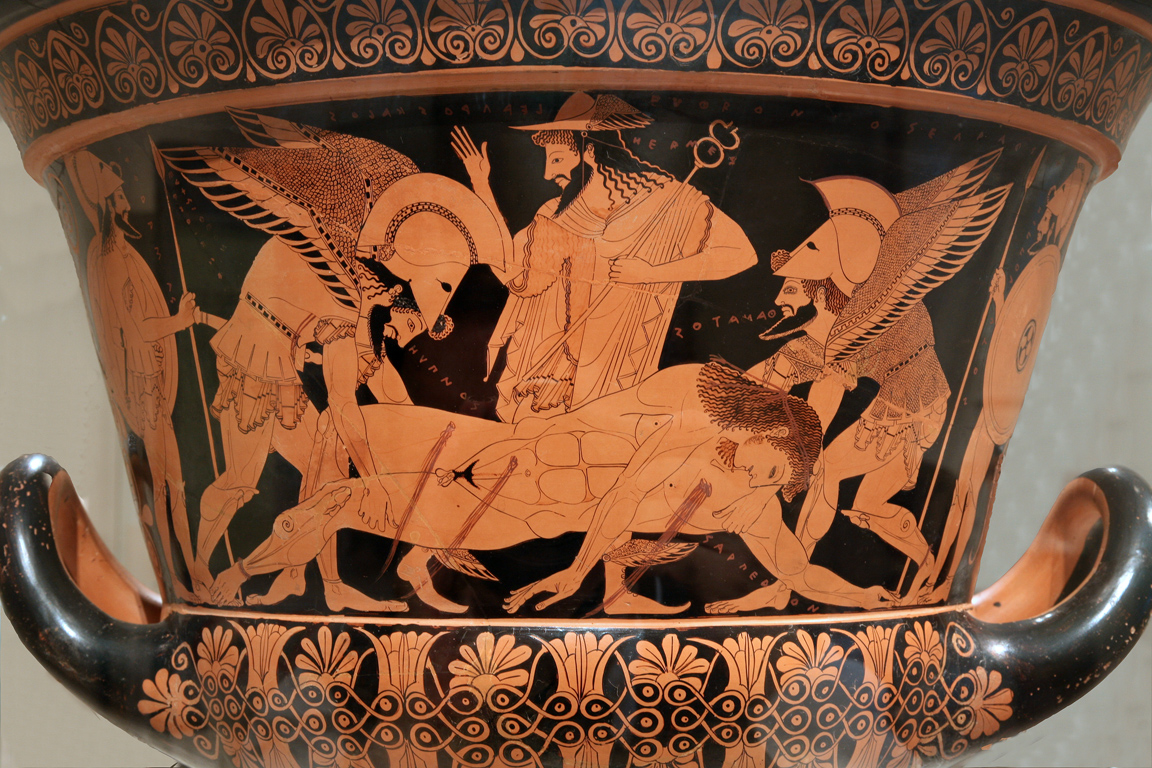
Гипнос и Танатос уносят Сарпедона, Гермес наблюдает
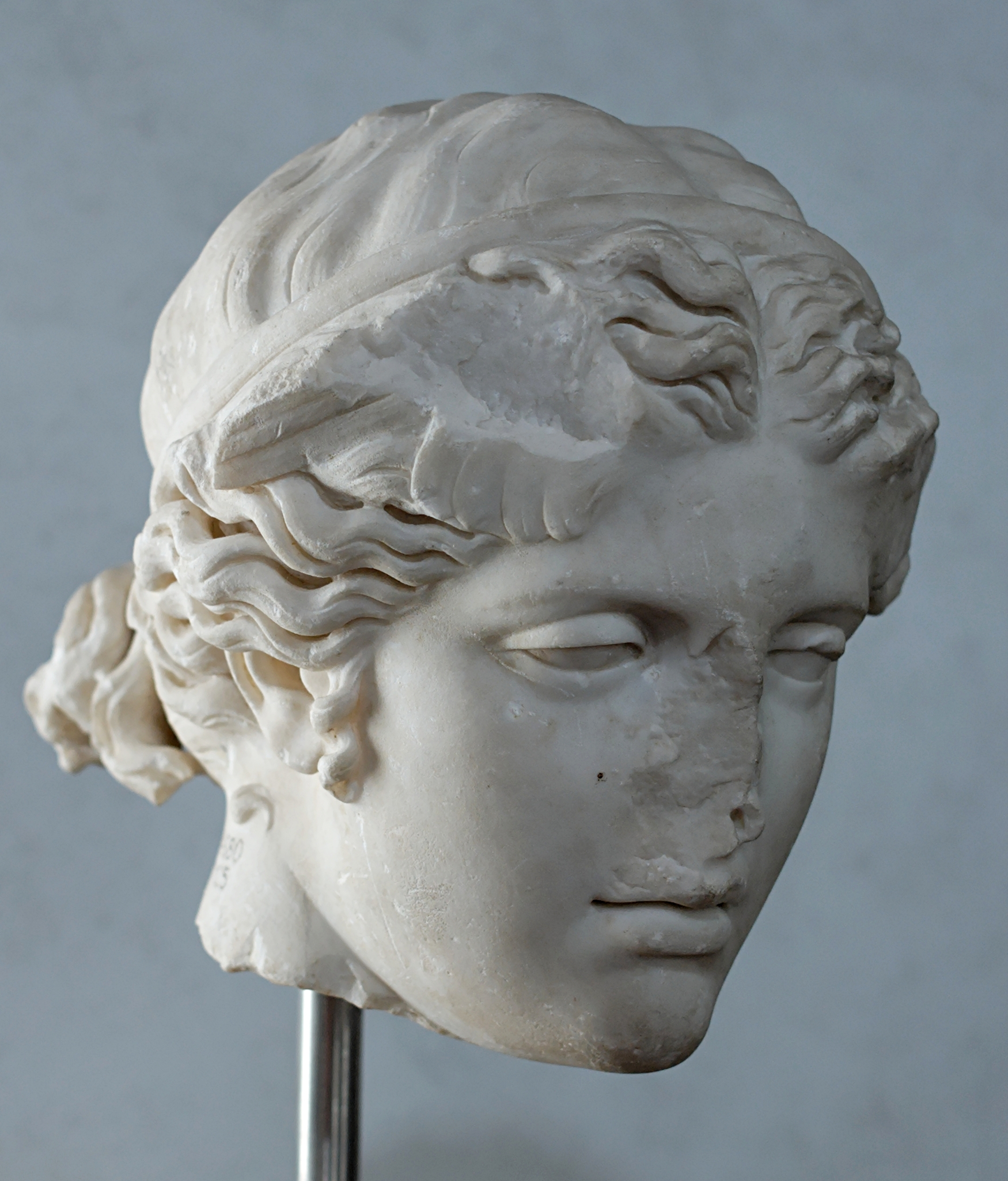
Мраморная голова Сомна (Национальный музей, Рим)
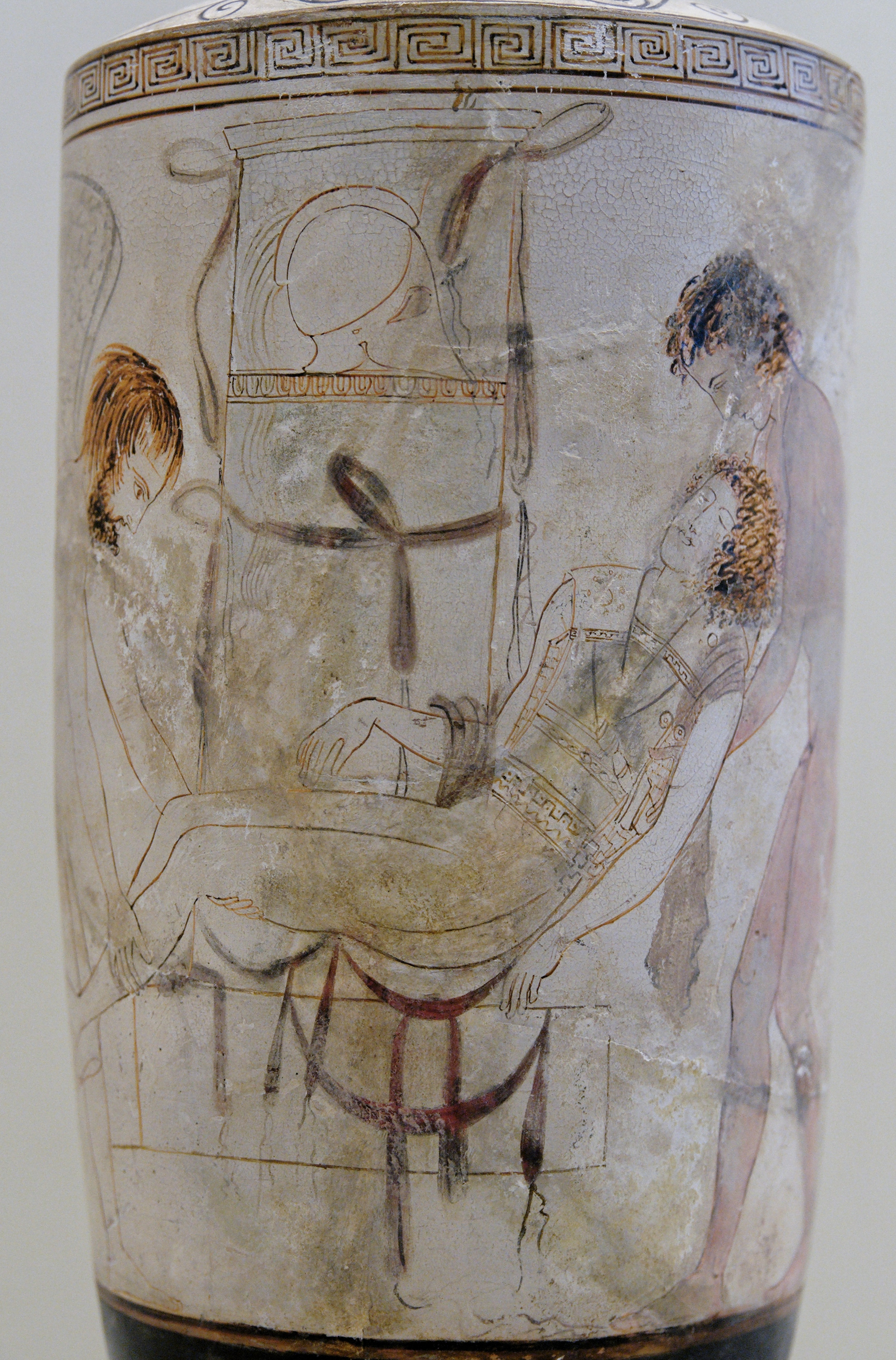
Гипнос и Танатос уносят тело Сарпедона с поля битвы под Троей (V в. до н. э.)